# Grupo Safo
El Grupo Safo fue el un grupo de mujeres lesbianas de Argentina creado en 1972 que formaba parte del Frente de Liberación Homosexual, creado un año antes. Entre las mujeres cuya identidad se conoce, que formaron parte del mismo, se encuentra Ruth Mary Kelly. La militancia y problemática lesbiana en esa época, era postergada e invisibilizada tanto por la militancia de los varones gay, como por la militancia feminista. El grupo realizó algunas actividades en la calle, difundió textos lésbicos en la revista Somos y se disolvió de hecho al arreciar el terrorismo de Estado sistemático que impuso la dictadura que tomó el poder el 24 de marzo de 1976.

## Historia
A principios de la década de 1970, en Argentina, como en otros países de América Latina, el lesbianismo estaba invisibilizado y socialmente rechazado, aún por debajo de la homosexualidad masculina y la prostitución. Aún las incipientes organizaciones feministas y de hombres gay, postergaban y ocultaban conscientemente la identidad, los reclamos y la militancia de las mujeres lesbianas, al punto que las propias lesbianas que militaban en el feminismo, ocultaban su orientación sexual.
La primera organización gay en Argentina fue el Grupo Nuestro Tiempo, integrado por hombres «maricas» del conurbano, que en 1971 tomaron contacto con otros núcleos de hombres gays para fundar el Frente de Liberación Homosexual (FLH). Argentina vivía por entonces un momento de auge de la militancia política, social y sindical contra la dictadura gobernante, que llevaría a establecer un breve interregno democrático entre mayo de 1973 y marzo de 1976. En ese contexto se desarrollaron las primeras organizaciones gay/lésbicas y feministas.
El FLH se constituyó como una organización horizontal, integrada por grupos, en total unos diez grupos. El Grupo Safo fue precisamente uno de esos grupos, formado con el fin de canalizar la militancia lésbica. Son muy pocas las constancias precisas relativas a la actividad del Grupo Safo, al punto que se ha afirmado que su existencia es un mito.
Sin embargo hay constancias de que al menos dos mujeres militaron en el Grupo Safo, porque un artículo del diario La Opinión, fechado 21 de julio de 1972, registró que «dos mujeres» de Grupo Safo habían sido agredidas en una estación de subte de la Línea A, por pintar la leyenda «Lesbianas no están solas».
Diversas fuentes concuerdan en el hecho de que Ruth Mary Kelly integró y fue el motor del Grupo Safo; y que probablemente haya sido una de las dos mujeres agredidas mientras estaban realizando la pintada.
Ruth Mary Kelly era una mujer bisexual, que trabajaba de prostituta y había publicado en 1972 un libro autobiográfico (Memorial de los infiernos), que resultó revulsivo en ese momento, en el que habla frontal y crudamente de sus experiencias en la prostitución, así como sus amores y deseos eróticos por otras mujeres. Precisamente el Grupo Safo aportó a la revista Somos, órgano del FLH, «artículos que problematizaban la prostitución femenina y la construcción de roles sociales», e incluso el reconocimiento sindical de las prostitutas.
El Grupo Safo participó también en actividades en el centro de la ciudad, junto a compañeros del FLH (Néstor Perlongher, Marcelo Benítez, Néstor Latrónico, Eduardo Todesca) y compañeras feministas de la Unión Feminista Argentina (Sarita Torres), entregando volantes en los que reclamaban la legalidad del aborto, el fin de los abortos clandestinos y donde se afirmaba que el embarazo no deseado era una forma de esclavitud. Algunos de los volantes fueron hechos por Kelly con la leyenda «Lesbiana no estás sola».
El FLH y con él el Grupo Safo se disolvió de hecho al arreciar el terrorismo de Estado sistemático que impuso la dictadura que tomó el poder el 24 de marzo de 1976.